# Cayo Escedio Nata Pinariano
Cayo o Gayo Escedio Nata Pinariano  fue un senador romano del siglo I, que desarrolló su carrera política bajo los imperios de Nerón, Vespasiano, Tito y Domiciano.

## Carrera pública
Descendiente de los Pinarios Natas, clientes de Sejano y naturales de Abellinum (Atripalda, Italia) en Campania, su único cargo conocido fue el de consul suffectus entre julio y agosto de 81.